# Novokosino (metrostation Moskou)
Novokosino (Russisch: Новокосино) is een station aan de Kalininskaja-lijn van de Moskouse metro.

## Geschiedenis
In 1960 was al een metrostation bij het treinstation Reoetovo gepland, in 1989 werd dit uit de planning geschrapt. In 1995 werd het iets ten zuiden van Reoetov gelegen Novokosino door Moskou geannexeerd en in 1999 volgde een voorstel voor de zogeheten lichte metro. Hierin waren vijf lijnen opgenomen voor de verbindingen tussen bestaande eindpunten en de annexaties, waaronder Novokosino, buiten de MKAD. In een uitgewerkt plan uit 2001 heeft deze Novokosinskaja-lijn zes stations, namelijk Novogirejevo, Ketsjerskaja, Soezdalskaja, Gorodetskaja (ongeveer ter hoogte van het gerealiseerde station), Nosovichinskoje Sjosse en Nikolo-Archangelskaja. Door plaatsgebrek bij Novogirejevo en een heoverweging van de lichte metro in het algemeen werd de Novokosinskja-lijn  geschrapt. Een variant met twee stations werd evenmin gebouwd en op de kaart van de metro ontwikkeling 2011 - 2025 zijn ze dan ook niet meer te vinden. In plaats van de bovengronds liggende lichte metro werd op 20 oktober 2007 een ondergrondse verlenging van de Kalininski-radius in het bouwplan 2008-2010 opgenomen. Het gevolgde tracé ligt geheel op het grondgebied van de stad Moskou zodat het station Reoetovo niet wordt bediend. In het eerste kwartaal van 2008 begonnen de voorbereidingen voor de aanleg van de 3,23 km lange verlenging en de opening werd verwacht in 2010. De naam van het station werd op 24 juni 2008, op voorstel van de stedelijke naamgevingscommissie, door het stadsbestuur toegekend. De opening werd al spoedig uitgesteld tot 2011, een nieuw uitstel volgde op 17 november 2009 toen bekendgemaakt werd dat de opening tot 2012 was vertraagd. Op 18 september 2010, bij de start van het boren van de tunnels, kondigde de Moskouse burgemeester aan dat het station medio 2012 zou worden geopend.     

## Aanleg
De bouw van het station en de tunnels naar station Novogirejevo werd begeleid door OJSC Transingstroi. Bouw en installatie groep 154 nam de tunnels ter hand en bouw en installatie groep 162 nam de leiding van de bouw van het station zelf op zich. De aanleg begon in het najaar 2009 en werd tussen januari en mei 2011 gedeeltelijk stilgelegd. 

### Tunnels
Op 18 september 2010 werd begonnen met het boren van de tunnels richting Novogirejevo. Tunnelboormachine Ljoedmila begon met de zuidelijke tunnelbuis voor treinen uit het centrum en op 1 december 2010 begon tunnelboormachine Svetlana met de noordelijke tunnelbuis voor de treinen naar het centrum. Op 15 april 2011 bereikte Ljoedmila Novogirejevo, Svetlana deed dat op 21 september 2011. De beide tunnels waren op 2 oktober 2011 afgewerkt en in januari en februari 2012 werden de rails gelegd.    

### Station

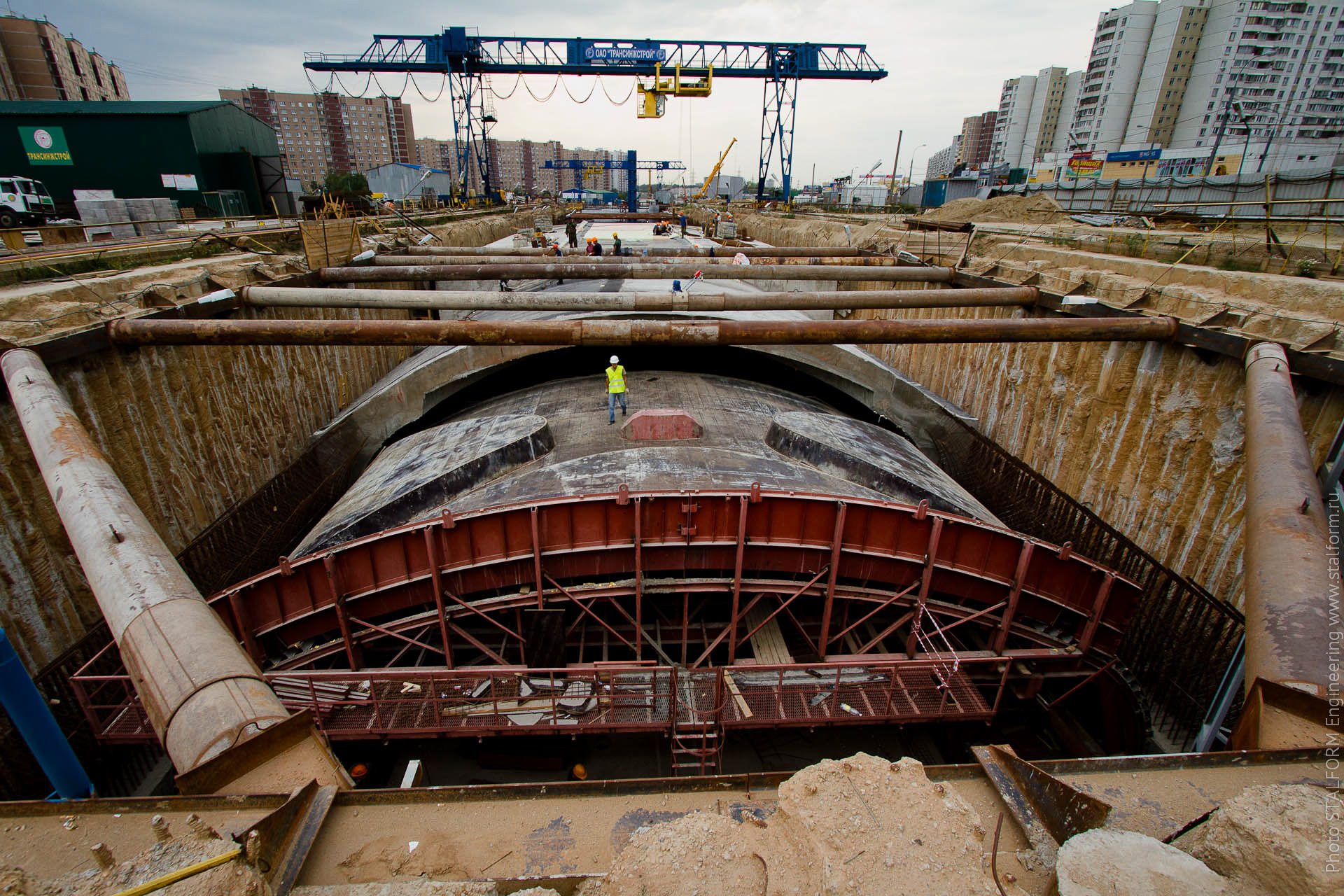
De bekistingsmachine van boven
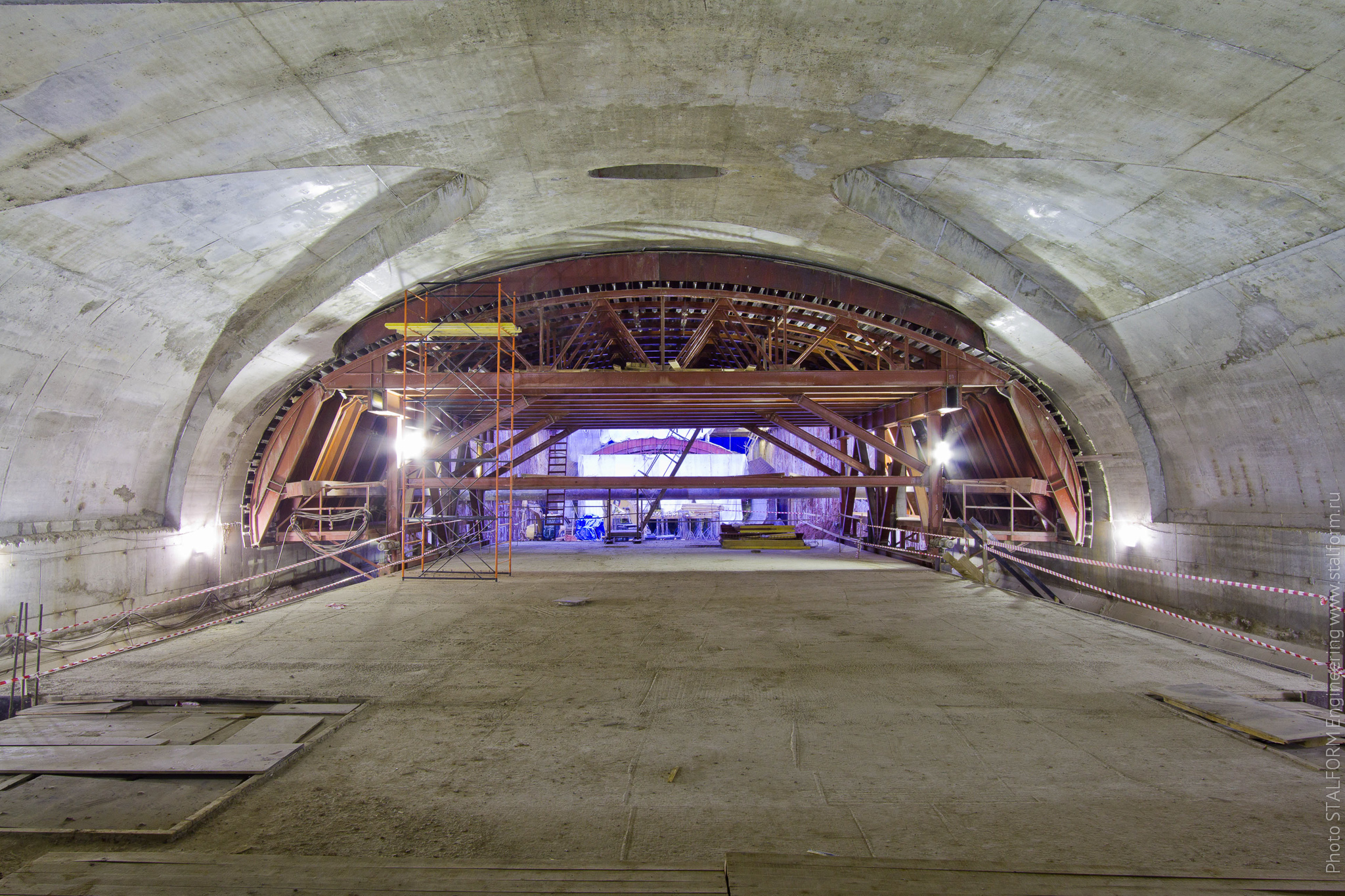
De bekistingsmachine achter een gereed deel van het gewelf
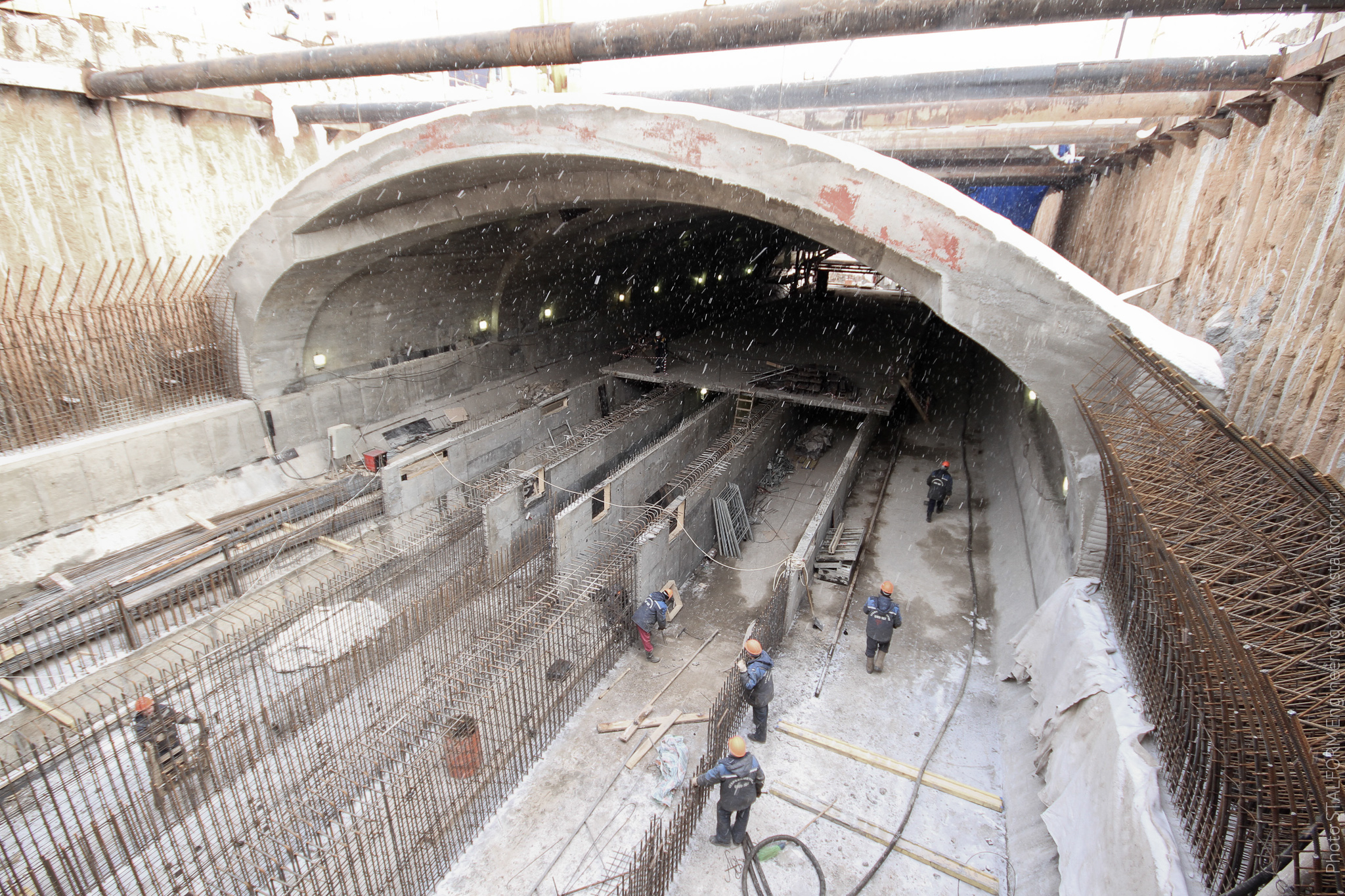
Het  station tijdens de bouw

Het deel rond het perron werd volgens de openbouwputmethode gebouwd met ter plaatse gegoten gewapend beton. Het ontwerp, productie en installatie van de speciale bekisting werd uitgevoerd door afdelingen van het Russische bekistingsbedrijf STALFORM Engineering. Het was de bedoeling dat de bouw van het station in 2008 zou beginnen maar door gebrek aan financiering begon de bouw pas medio 2009. In het najaar werd het terrein bouwrijp gemaakt, in de eerste helft van 2010 werd de bouwput gegraven en tegen de zomer werd begonnen met het gieten van beton. Kenmerkend voor de architectuur van het station is het gewelf met X-vormige ribben. Voor het gieten van dat gewelf werd een verrijdbare bekistingsmachine gebruikt. De machine bestond uit een in hoogte verstelbare staalconstructie. De gietvormen waren aangebracht op een, door een staalprofielen ondersteunde, boogconstructie. Door de modulaire opbouw was het mogelijk om de bekisting voor het gewelf en voor de spoorbak samen te monteren en na de voltooiing van een sectie te verplaatsen naar een volgend deel van het station.

## Ingebruikname
Vanaf 7 februari 2011 tot de opening werd de voortgang van de werkzaamheden gepubliceerd op de website van de Moskouse metro. Op 23 augustus 2012 rond 12:30 uur vond onder toeziend oog van Ivan Besedin, destijds hoofd van de metro, een proefrit plaats met de meettrein uit het depot Planernoje. Daarna werd het nieuwe baanvak opengesteld voor metroverkeer en reden de treinen van Novogirejevo leeg heen en terug naar Novokosino om de lijn in te rijden. Op 30 augustus 2012 werd het station, als 186e van de Moskouse metro, geopend voor de reizigersdienst. De openingsceremonie begon om 15:33 uur in aanwezigheid van de Russische president Poetin. De lengte van de Kalininski-radius nam, met inbegrip van de keersporen ten oosten van het station, met 3,42 km toe tot 16,52 km. Deze keersporen worden ook gebruikt voor het stallen van metrostellen en het uitvoeren van klein onderhoud aan de treinen. Het is het laatste onder burgemeester Loezjkov ontworpen en gebouwde station en tevens een met de langste bouwtijd, in dit geval bijna drie jaar zonder grote onderbrekingen.   

## Ligging en ontwerp

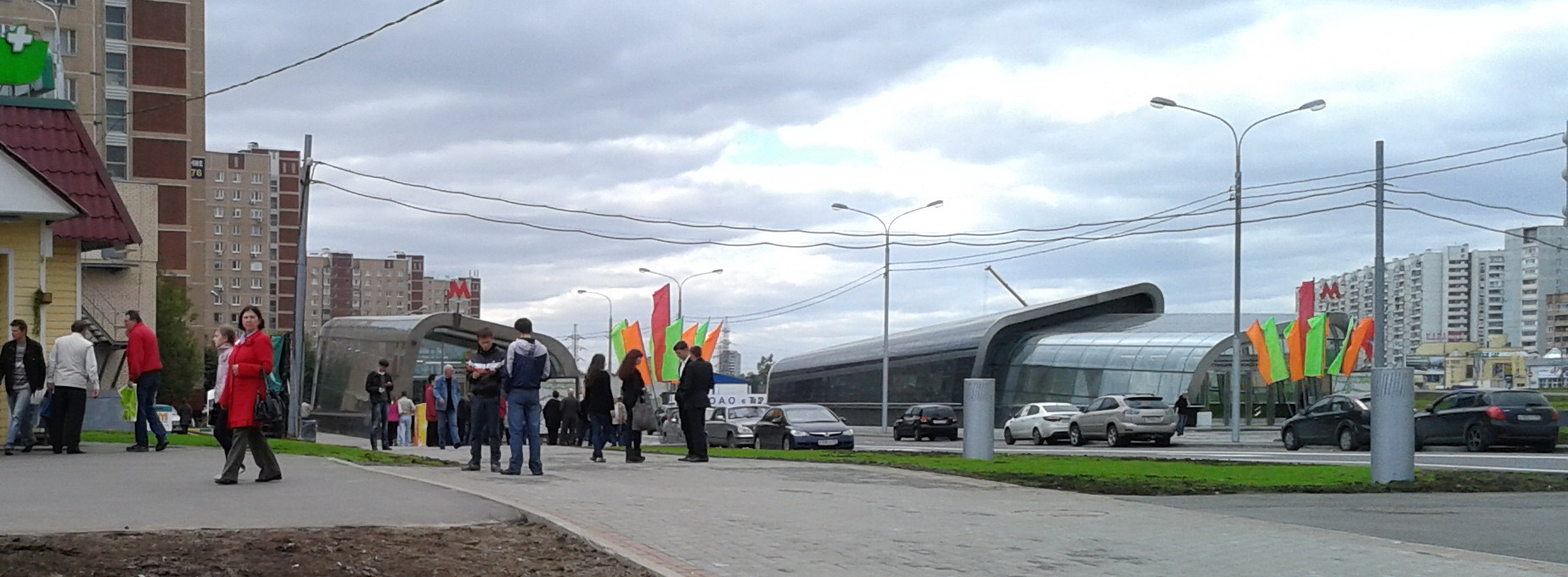
De toegangsgebouwen en de personeelsruimte op de zuidwesthoek van het kruispunt

Het station ligt 800 meter ten zuiden van treinstation Reoetov onder het kruispunt van de Oelitsa Gorodetskaja met de Nosovichinskaja Sjosse. Het station kent twee ondergrondse verdeelhallen met in totaal vijf toegangen. Hoewel het station zelf in het gelijknamige rayon van Moskou ligt, liggen de noordelijke toegangen van de beide hallen in Reoetov, het treinstation kan via de Joezjnaja Oelitsa worden bereikt. De drie zuidelijke toegangen liggen aan de Soezdalskaja Oelitsa, een aan de zuidkant van de straat voor de oostelijke verdeelhal en twee, aan weerszijden van de straat, voor de westelijke verdeelhal. De personeelsruimte voor de metrobestuurders ligt bij de toegang aan de noordkant van de Soezdalskaja Oelitsa. De toegangsgebouwen hebben een asymmetrische glazen bovenbouw en beschikken alle vijf over een lift en een trap. De wanden van de verdeelhallen en de verbindingstunnels naar de toegangsgebouwen zijn betegeld met tegels op een stalen raamwerk. Aan de westkant zijn de tegels limoen en grijs, aan de oostkant oker en grijs. De verdeelhallen zijn voorzien van verlaagde plafonds van staalkleurige Luxalon- of Durlum Loop panelen van Hunter Douglas. In deze plafonds zijn technische apparatuur en de verlichting opgenomen. De verbindingstunnels hebben een gepleisterd plafond en de vandalisme bestendige verlichting is geplaatst in nissen in de wanden. Aanvankelijk was er sprake van de bouw van een ondergrondse parkeergarage voor 2000 auto's bij het station. Volgens de voormalige prefect van oostelijke okroeg, N. Evtichiev, werden ook met de stad Reoetov afspraken gemaakt dat zij een vergelijkbare garage aan hun kant van de grens zouden bouwen. Volgens de prefect is de parkeervoorziening noodzakelijk zodat de inwoners van de regio niet hoeven te parkeren in de Moskouse binnenstad. De parkeergarage bij het station heeft echter slechts plaats voor 500 auto's al wordt een uitbreiding verwacht. In 2010 lagen er plannen om de Kalininsko-Solntsevskaja-lijn door te trekken naar Kozjoechov met de stations Nikolo-Archangelskaja, Svjatozerskaja, Kosino-Oechtomski en Roednjovo. Deze verlenging, die buiten de stadsgrens van Moskou zou lopen, werd op 22 februari 2011 door de toen nieuwe burgemeester, Sergei Sobjanin, geschrapt ten gunste van de Nekrasovskaja-lijn die wel geheel binnen de stadsgrens ligt. 
Het enkelgewelfdestation werd in 2010 ontworpen door een groep architecten van JSC Metrogiprotrans onder leiding van Leonid Borzenkov. In het ontwerp zijn, als enige aan de lijn, voorzieningen opgenomen zoals lift voor invaliden en geleidestroken voor blinden en slechtzienden tussen de verdeelhallen en het perron. Gevarenzones zijn aangegeven met lichte elementen en voelbare strepen. Ook werden voor het eerst in Moskou de aankomst en het vertrek van treinen akoestisch aangekondigd. Het eilandperron is 163 meter lang en 12 meter breed, de sporen liggen hart op hart 14,9 meter uit elkaar. Op het perron staan informatiepanelen gecombineerd met banken. De afwerking van het station bestaat uit duurzame materialen zoals graniet, keramische platen, roestvast staal, aluminium en glas. Het perron ligt op een onderbouw van betonnen balken. Het gewelf met diagonale ribben vergroot het ruimtelijk effect en geeft het geheel de uitstraling van een ondergronds paleis. Het gewelf zelf is lichter geschilderd dan de ribben die in verschillende grijstinten zijn geschilderd. Lampen in hangende armaturen lichten het gewelf aan, het contrast  van donker en licht accentueert de vormen. De tunnelwanden, die ongeveer 2/3 van een treinstel hoog zijn, vormen de ondersteuning van het gewelf. Zelf zijn ze bekleed met zwart graniet en geperforeerde panelen voor de geluidsisolatie.      

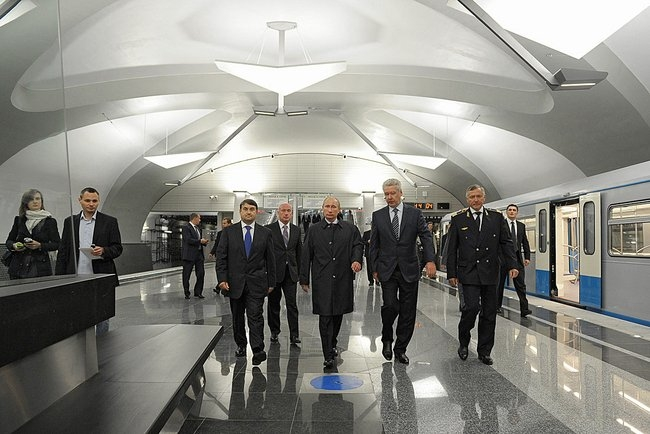
Hoog bezoek bij de opening
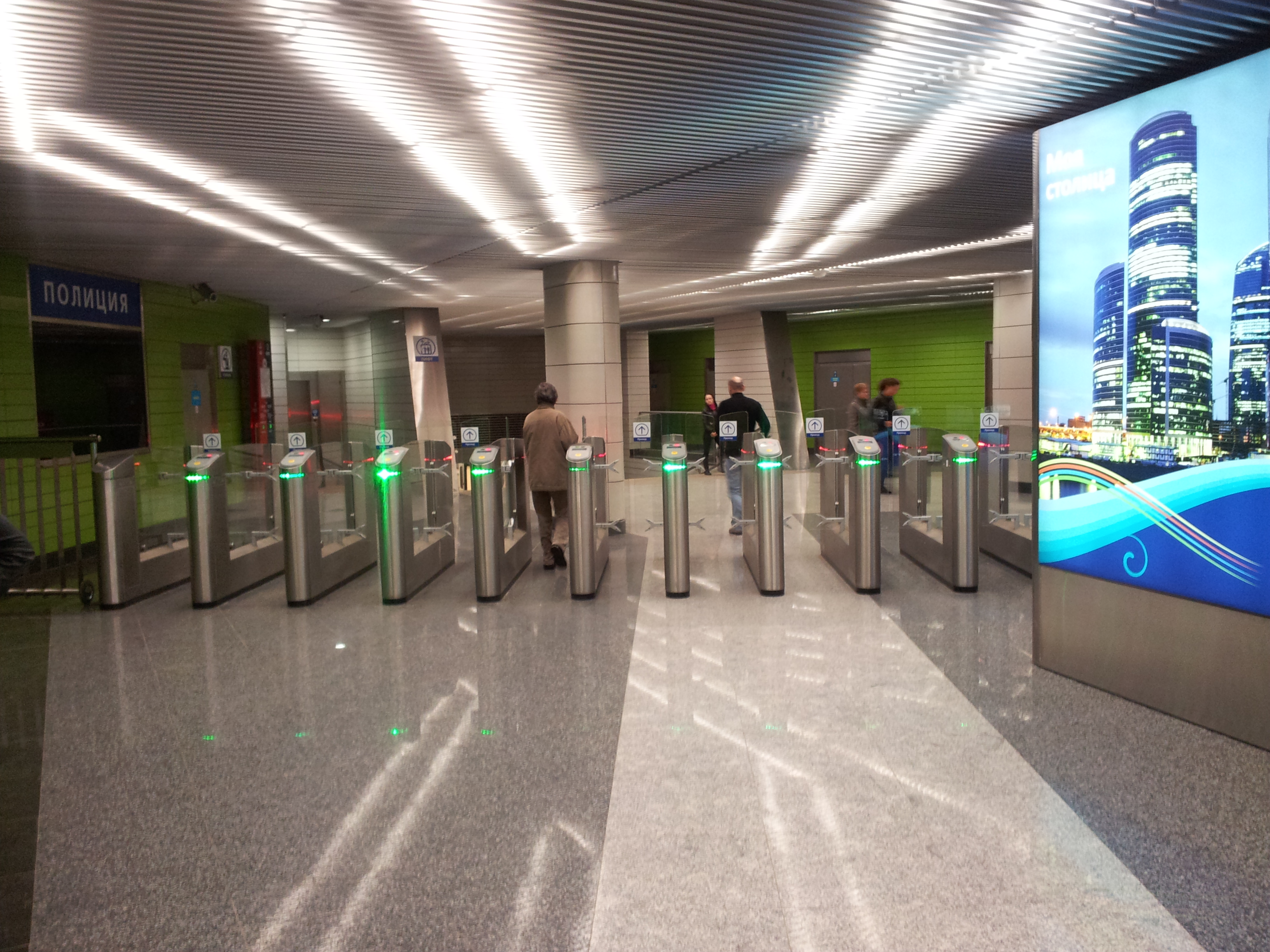
De westelijke verdeelhal
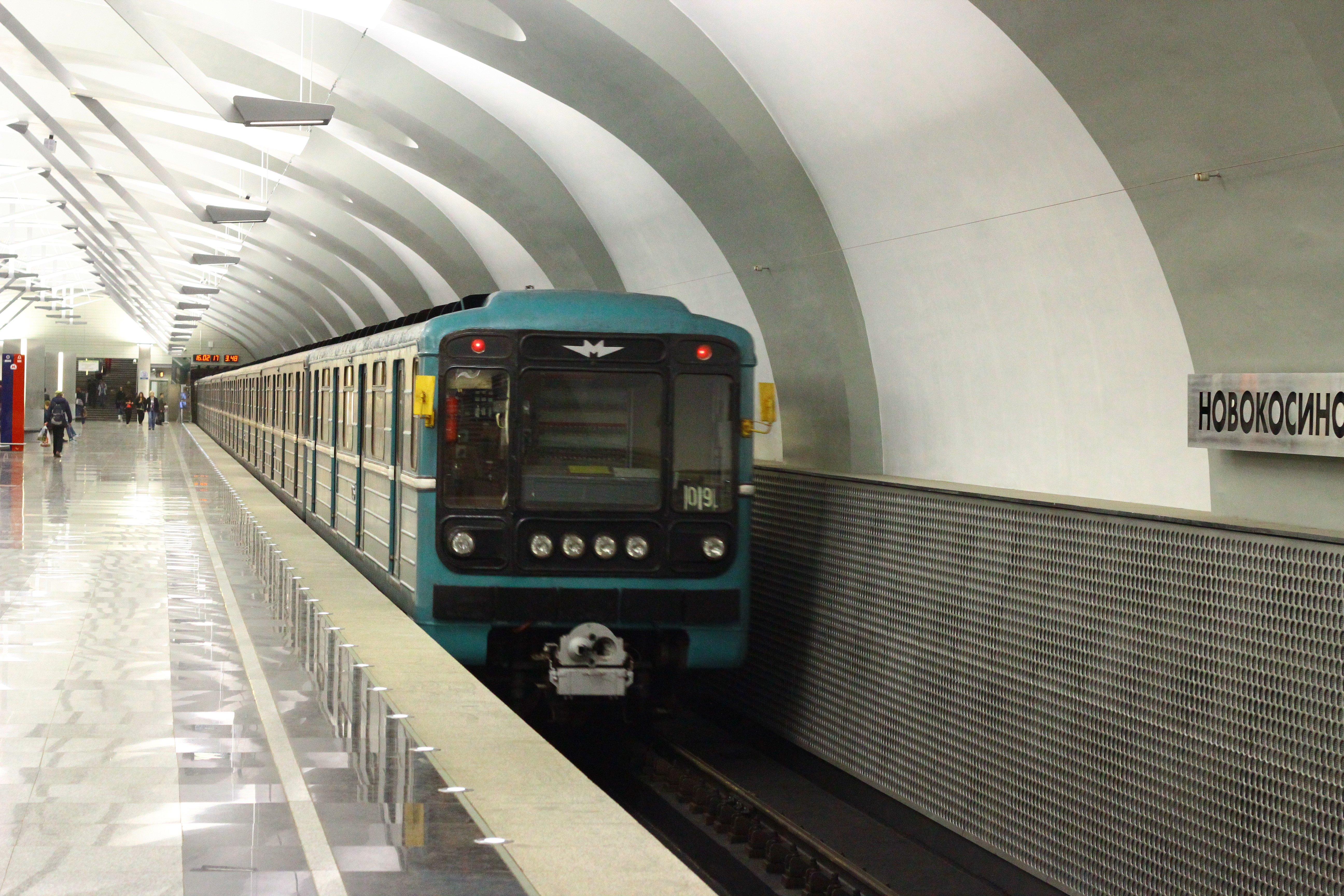
Metrostel 81-717-714 bij vertrek uit Novokosino voor de tunnelwand met de stationsnaam en de geluidsisolatie.

## Reizigersdienst
Het station opent 's morgens om 5:35 uur en sluit om 1:00 uur voor reizigers, de eerste trein vertrekt om 5:40 uur naar het centrum. De prognose was dat dagelijks gemiddeld tachtigduizend reizigers uit de Moskouse rayons Novokosino en Kosino-Oechtomski en de aangrenzende stad Reoetov het metrostation zouden gebruiken. Volgens de persdienst van de afdeling verkeer en wegeninfrastructuurontwikkeling bedroeg het aantal reizigers in september 2012 57000 per dag. Inmiddels is het station gewild bij de bewoners van de rayons en Reoetov en uit tellingen blijkt ongeveer een derde van de reizigers afkomstig is uit Reoetov. De busdiensten in de buurt werden bij de opening van het station aangepast. Lijn 676 werd opgeheven en kwam er een nieuwe lijn, 811k, naar het derde microdistrict van Novokosino om de bereikbaarheid van de metro te verbeteren. Verder werden de bushaltes rond het kruispunt boven het station omgedoopt in "Novokosino metrostation".